# مسجد الحاج جعفر (قوبا)
مسجد الحاج جعفر (بالأذرية: Hacı Cəfər məscidi، بالإنجليزية: Haji Jafar Mosque، بالتركية: Hacı Cafer Camii، بالروسية: Мечеть Гаджи-Джафар): هو معلم معماري تاريخي تم بناؤه في أوائل القرن التاسع عشر في مدينة قوبا، أذربيجان.

## عن
تم بناء مسجد الحاج جعفر في 1905 في وسط مدينة قوبا، أذربيجان. يعد أكبر مسجد في المدينة، حيث تبلغ مساحته 400 متر مربع. تم تسمية المسجد على اسم الحاج جعفر، الذي يُعتقد أنه كان بانيه.
بحسب روايات شيوخ المدينة، فإن القوات الأرمنية، خلال أيام مارس، كانت تنوي جمع كبار السن والنساء والأطفال في هذا المسجد بنية مروعة وهي حرقهم أحياءً. وفي تلك اللحظة الأليمة، تدخل مؤذن المسجد، حاجي بابا، بشجاعة ومنع هذا العمل الفظيع. كان حاجي بابا يأخذ على عاتقه رعاية الفتيات الأرمنيات اليتيمات، ويربيهن كما لو كن بناته، ويضمن سلامتهن. ثم أبلغ الأرمن بذلك، وأخبرهم أنهم يعتنون ببناتهم كما لو كن أطفالهم. ونتيجة لذلك، تخلى الأرمن عن خطتهم لحرق الناس أحياء.

### الاحتلال السوفييتي
في أعقاب احتلال الجيش الأحمر لأذربيجان، بدأت في 1928 حملة رسمية ضد الدين. في ديسمبر من ذلك العام، قامت اللجنة المركزية للحزب الشيوعي الأذربيجاني بتحويل العديد من المساجد والكنائس والمعابد اليهودية إلى أندية لأغراض تعليمية. إذا كان هناك ما يقرب من 3000 مسجد في أذربيجان في 1917، فقد انخفض هذا العدد بحلول 1927 إلى 1700، وبحلول 1933، انخفض إلى 17 مسجدًا فقط
بعد الاحتلال أغلق المسجد، وفي ثلاثينيات القرن العشرين تم تفكيك قبة المسجد. في السنوات الأولى، تم استخدامه كسكن للطلاب، لاحقا، تم إعادة استخدامه كمرفق للتخزين. فيما بعد، تم ترميم القبة في 1943.

### بعد الاستقلال
تم إدراج النصب التذكاري في قائمة المعالم التاريخية والثقافية غير المنقولة ذات الأهمية الوطنية طبقا لقرار مجلس وزراء جمهورية أذربيجان بتاريخ 2 أغسطس 2001، مرسوم رقم 132.